# 淡斑荷包魚
淡斑荷包魚，為輻鰭魚綱鱸形目鱸亞目蓋刺魚科的其中一個種。

## 分布
本魚僅分布於菲律賓海域，為特有種。

## 特徵
本魚體卵圓形，吻圓鈍，口小；頭部為暗橙色或暗紫色，身體為黑色且密部許多細的白斑點，尾鰭為相當鮮明的金黃色，背鰭及尾鰭具淺色邊緣。體長可達14公分。

## 生態
本魚可能棲息於沿岸，以海綿和被囊類等為食。

## 經濟利用
可做為觀賞魚。